# Condado de Red Willow
El condado de Red Willow (en inglés: Red Willow County) es un condado del estado estadounidense de Nebraska que fue fundado en 1873 y recibe su nombre del río Red Willow que es un afluente del río Republican. En el año 2000 tenía una población de 11.448 habitantes con una densidad de población de 6 personas por km². La sede del condado es McCook.

## Geografía
Según la oficina del censo el condado tiene una superficie total de 1860 km² (718,1 mi²), de los que 1857 km² (717 mi²) son tierra y 3 km² (1,2 mi²) (0,19%) son agua.

## Condados adyacentes
- Condado de Furnas - este
- Condado de Decatur - sur
- Condado de Rawlins - suroeste
- Condado de Hitchcock - oeste
- Condado de Frontier - norte

## Demografía
Según el censo del 2000 la renta per cápita media de los habitantes del condado era de 32.293 dólares y el ingreso medio de una familia era de 40.279 dólares. En el año 2000 los hombres tenían unos ingresos anuales 27.768 dólares frente a los 18.768 dólares que percibían las mujeres. El ingreso por habitante era de 16.303 dólares y alrededor de un 9.60% de la población estaba bajo el umbral de pobreza nacional.

## Ciudades y pueblos
- Bartley
- Danbury
- Indianola
- Lebanon
- McCook